# Манильская битва (1945)
Манильская битва (филипп. Labanan sa Maynila, яп. マニラの戦い) — главное сражение Филиппинской операции, произошедшее 3 февраля – 3 марта 1945 года во время Второй мировой войны. Сражение положило конец почти трёхлетней японской оккупации Филиппин. Взятие города стало большим успехом американского генерала Дугласа Макартура. 
Против японских войск, оборонявшихся в Маниле, столице Филиппин, принимали участие армия Соединённых Штатов Америки и филиппинские партизаны. Манильская битва стала местом самых ожесточённых городских боёв на тихоокеанском театре военных действий. Сражение длилось целый месяц
В ходе сражения погибло более 100 000 жителей, а сам город был полностью разрушен; японские войска совершали массовые убийства мирных жителей. Помимо огромных человеческих жертв, в ходе битвы также было уничтожено архитектурное и культурное наследие города. Манила стала одной из самых разрушенных столиц за всю войну, наряду с Берлином и Варшавой.

## Военно-оперативная ситуация

### Высадка войск США
9 января 1945 года Шестая армия США под командованием генерал-лейтенанта Уолтера Крюгера высадилась на берег в заливе Лингаен и начала стремительное движение на юг, приняв участие в Битве за Лусон. 12 января Дуглас Макартур приказал Крюгеру быстро продвигаться к Маниле. Позже к ним присоединится 37-я пехотная дивизия под командованием генерал-майора Роберта Байтлера. После высадки 27 января в Сан-Фабиане 1-я кавалерийская дивизия под командованием генерал-майора Верна Маджа получила приказ от Макартура:

Отправляйтесь в Манилу! Освободите интернированных в Санто Томасе. Захватите Дворец Малаканьянг и здание Законодательного Собрания.
Оригинальный текст (англ.)Get to Manila! Free the internees at Santo Tomas. Take Malacanang Palace and the Legislative Building.

31 января 8-я армия США под командованием генерал-лейтенанта Роберта Эйчелбергера, включая 187-й и 188-й планёрные пехотные полки полковника Роберта Соула и части 11-й воздушно-десантной дивизии США под командованием генерал-майора Джозефа Свинга, не встретив сопротивления, приземлились в Насугбу на юге Лусона и начали движение на север, в сторону Манилы. 10 февраля 11-я воздушно-десантная дивизия перешла под командование Шестой армии и 17 февраля захватила форт "Уильям Маккинли".
К Свингу присоединились филиппинские партизаны под командованием подполковника Эммануэля де О Кампо, и к 5 февраля они были на окраине Манилы.

### Оборона японцев
По мере продвижения к Маниле с нескольких направлений, американцы обнаружили, что большая часть войск Императорской японской армии, оборонявших город, была отведена в Багио по приказу главнокомандующего силами японской армии на Филиппинах генерала Ямаситы. Ямасита рассчитывал связать боями филиппинские и американские войска в северной части Лусона, и выиграть время для наращивания обороны против ожидающегося вторжения союзников на Японские острова. Под его командованием находились три основные группы: 80 000 человек из группы Симбу в горах к востоку от Манилы, 30 000 человек из группы Кембу на холмах к северу от Манилы и 152 000 человек из группы Шубу на северо-востоке Лусона.
Генерал Ямасита не объявлял Манилу открытым городом, хотя генерал Дуглас Макартур сделал это до её захвата в 1941 году. Ямасита не собирался защищать Манилу, он не думал, что сможет прокормить миллион жителей города и защитить большую территорию с обширными участками легковоспламеняющихся деревянных зданий.
Ямасита действительно приказал командиру группы Симбу генералу Сидзуо Ёкояма, уничтожить все мосты и другие жизненно важные объекты, а затем эвакуировать город, как только появятся какие-либо крупные американские силы. Однако контр-адмирал Сандзи Ивабути, командующий 31-й военно-морской специальной базой Императорского флота Японии, был полон решимости принять участие в последнем отчаянном сражении в Маниле и, хотя номинально входил в группу армий Симбу, неоднократно игнорировал приказы армии уйти из города. Военно-морской штаб Японии согласился с планом Ивабути, разрушив попытки разочарованного Ямаситы противостоять американцам согласованной, единой обороной. Под командованием Ивабути находилось 12 500 человек, назначенных Военно-морскими силами обороны Манилы, дополненными 4500 военнослужащими под командованием полковника Кацудзо Ногучи и капитана Сабуро Абэ. Они построили оборонительные позиции в городе, включая окруженный крепостной стеной колониального периода исторический район города Интрамурос, вырубили пальмы на бульваре Дьюи, чтобы организовать там взлетно-посадочную полосу и установить баррикады на главных улицах. Ивабути сформировал два отряда: «Северные силы» под командованием Ногучи и «Южные силы» под командованием капитана Такусуэ Фурусэ.
Ивабути командовал линкором Кирисима, когда он был потоплен оперативной группой ВМС США у Гуадалканала в 1942 году. Запятнанная поражением честь вдохновила его на то, чтобы сражаться не на жизнь, а на смерть. Прежде чем началась битва, он обратился с обращением к своим подчинённым:
Мы очень рады и благодарны за возможность послужить нашей стране в этой эпической битве. Теперь, собрав оставшиеся силы, мы смело вступим в бой с врагом. Банзай императору! Мы полны решимости сражаться до последнего человека.Сандзи Ивабути

## Ход сражения

### Освобождение интернированных из Санто-Томас

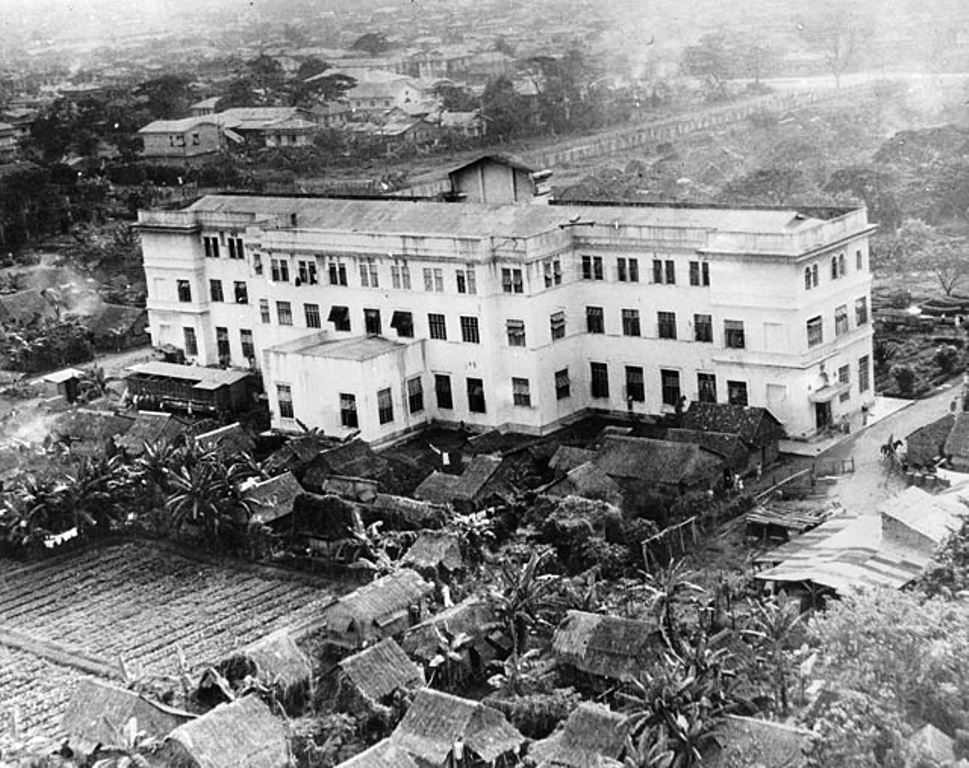
Лагерь для интернированных в бывшем здании Университета Санто-Томас (1945 год)

3 февраля части 1-й кавалерийской дивизии под командованием Верна Марджа вторглись на северную окраину Манилы и захватили жизненно важный мост через реку Таллахан, которая отделяла их от города, а также дворец Малаканьянг. Эскадрон 8-го кавалерийского полка Уильяма Чейза, прибыв в город начал движение к кампусу Университета Санто-Томас, который был превращён в лагерь для интернированных гражданских лиц и медсестёр армии и флота США, также известных как Ангелы Батаана.
С 4 января 1942 года, в общей сложности тридцать семь месяцев, главное здание университета использовалось для содержания гражданских лиц. Из 4255 заключенных, 466 погибли в плену, трое были убиты при попытке к бегству 15 февраля 1942 года, а один совершил успешный побег в начале января 1945 года.
Партизан Мануэль Колайко, капитан  ВВС США, погиб в ходе освобождении города после того, как он и его товарищ, лейтенант Диосдадо Гайтингко, направили 1-ю американскую кавалерийскую дивизию к главным воротам Санто-Томаса. Поражённый японскими пулями, Колайко умер семь дней спустя в начальной школе Легарда, которая на время сражения стала полевым госпиталем.
Японцы под командованием подполковника Тошио Хаяси собрали оставшихся интернированных в здании учебного заведения в качестве заложников и обменялись выстрелами с американцами и филиппинцами. На следующий день, 5 февраля, они начали переговоры с американцами, по результатам которых им позволили присоединиться к японским войскам к югу от города, имея при себе только личное оружие. Японцы не знали, что запрашиваемая ими территория была уже оккупированна американцами, и вскоре после этого они попали под обстрел, несколько человек были убиты, в том числе сам Хаяси.
4 февраля 37-я пехотная дивизия освободила более 1000 военнопленных, в основном бывших защитников Батаана и Коррехидора, содержащихся в тюрьме Билибид, которая была оставлена японцами.

### Городские бои и резня

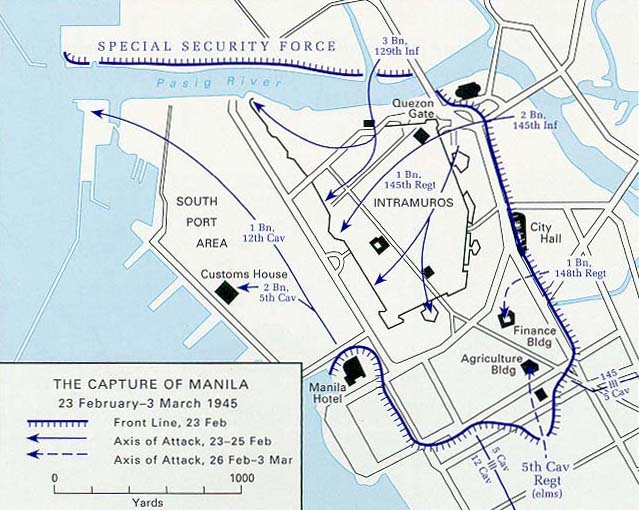
План захвата Манилы

Рано утром 6 февраля генерал Макартур объявил, что Манила пала. На самом деле битва за Манилу едва началась. Почти сразу же 1-я кавалерийская дивизия на севере и 11-я воздушно-десантная дивизия на юге сообщили об усилении сил противника на пути в город.
Генерал Оскар Грисуолд продолжал подводить части XIV корпуса на юг от университета Санто-Томас к реке Пасиг. Поздно вечером 4 февраля он приказал 2-му эскадрону 5-го кавалерийского полка захватить мост Кесон, единственную переправу через Пасиг, которую японцы не уничтожили. Когда отряд приблизился к мосту, японские крупнокалиберные пулемёты открыли огонь из блокпоста, воздвигнутого на бульваре Кесон, вынудив отряд прекратить наступление и отступить до наступления ночи. Когда американцы и филиппинцы отступили, японцы взорвали мост.
5 февраля 37-я пехотная дивизия начала наступление на Манилу, и Грисуолд разделил северную часть города на два сектора, причем 37-я дивизия отвечала за продвижение на юг, а 1-я кавалерийская дивизия отвечала за окружение на востоке. Американцы обеспечили безопасность северного берега реки Пасиг к 6 февраля и захватили водоснабжение города на плотине Новаличес и водохранилище Сан-Хуан.
7 февраля генерал Байтлер приказал 148-му полку пересечь реку Пасиг и очистить Пако и Пандакан. Самые ожесточённые бои в Маниле, в которых  наибольшие потери понес 129-й полк, велись за паровую электростанции на Исла-де-Провизор, где японцы продержались до 11 февраля. К полудню 8 февраля подразделения 37-й дивизии очистили большую часть сектора от японцев, но жилые районы были сильно повреждены. Японцы разрушали здания и военные объекты по мере их отступления с поля боя. Японское сопротивление в Тондо и Малабоне продолжалось до 9 февраля.
Пытаясь защитить город и его мирных жителей, Макартур жестко ограничил действия американской артиллерии и авиации. Тем не менее, к 9 февраля результатом американских обстрелов стал пожар в ряде районов города. Моряки, морские пехотинцы Ивабути и армейские подкрепления, первоначально имевшие некоторый успех в сопротивлении американским пехотинцам, вооруженным огнемётами, гранатами и базуками, вскоре столкнулись с прямым огнем танков, противотанковых орудий и гаубиц, которые пробивали дыры в одном здании за другим, часто убивая как японцев, так и мирных жителей, оказавшихся внутри. Подвергаясь непрерывным ударам и сталкиваясь с верной смертью или пленением, осаждённые японские войска вымещали свой гнев и разочарование на гражданских лицах, попавших под перекрёстный огонь, совершая многочисленные акты жестокости, которые позже будут известны как Манильская резня. Жестокие увечия, изнасилования, и массовые убийства населения сопровождали битву за контроль над городом. Массовые убийства происходили в школах, больницах и монастырях, включая больницу Сан-Хуан-де-Диос, колледж Санта-Роза, церковь Санто-Доминго, Манильский собор, церковь Пако, монастырь Святого Павла и церковь Св. Церковь Винсента де Поля.
К 12 февраля артиллерия и тяжёлые миномёты Ивабути были уничтожены. 1-я кавалерийская дивизия достигла Манильской бухты 12 февраля, но только 18 февраля они взяли стадион Рисаля, который японцы превратили в склад боеприпасов, и форт Сан-Антонио Абад. 17 февраля 148-й полк захватил Филиппинский госпиталь, освободив 7,000 гражданских лиц, кампус Филиппинского университета Падре Фора и кампус Успенского колледжа Сан-Лоренцо.

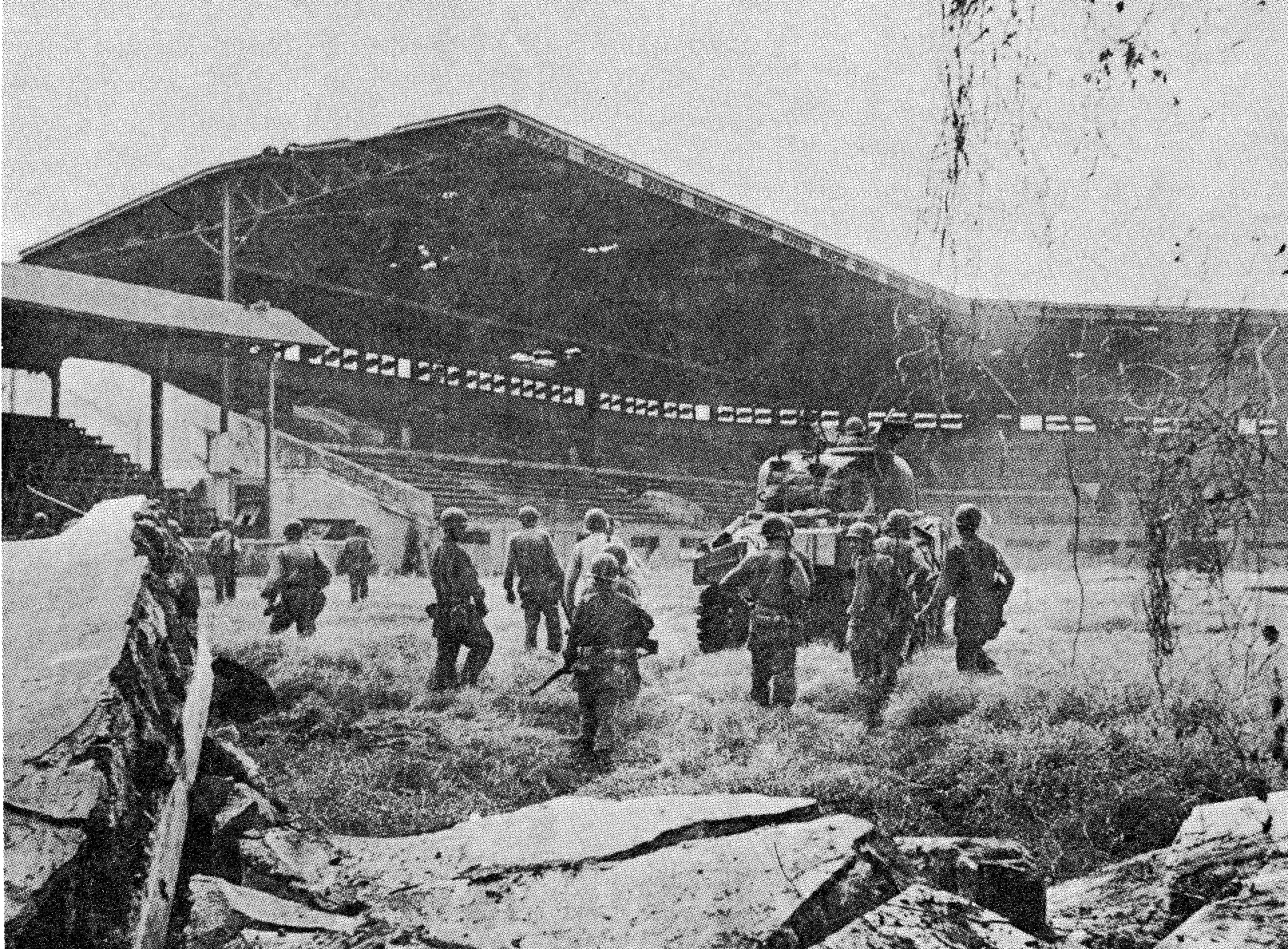
Американские войска на стадионе «Ризал» в Маниле, 16 февраля 1945

Ивабути получил приказ от генерала Ёкоямы: командир группы Симбу, должен был прорваться из Манилы в ночь с 17 на 18 февраля на плотину Новаличес и парк Грейс. Прорыв не удался, и оставшиеся 6,000 человек Ивабути оказались в ловушке в Маниле.
Результатом битвы стало разрушение Манилы, четверть миллиона жертв среди гражданского населения и последующая казнь генерала Ямаситы за военные преступления после войны.
К 20 февраля Новый полицейский участок, церковь Святого Винсента де Поля, церковь Сан-Пабло, Манильский клуб, мэрия и Главное почтовое отделение были в руках американцев. Японцы отступили в Интрамурос в ночь на 19 февраля, а отель «Манила» был освобожден 22 февраля. Интрамурос, а также законодательные, финансовые и сельскохозяйственные здания оставались в руках японцев.

### Сражение за Интрамурос
Бой за Интрамурос начался 23 февраля в 07:30 утра, с артиллерийского обстрела из 140 орудий, за которым последовала атака 148-го полка через бреши, проделанные в стенах между воротами Кесон и Париан, и 129-го полка, пересекающего реку Пасиг, затем атаковавшего японцев расположившихся вблизи монетного двора.
Бои за Интрамурос продолжались до 26 февраля. Менее 3000 гражданских лиц удалось спасти, в основном женщин и детей, которые были освобождены днем 23 февраля. Солдаты и матросы полковника Ногучи убили 1000 мужчин и женщин, в то время как другие заложники погибли во время американского обстрела.

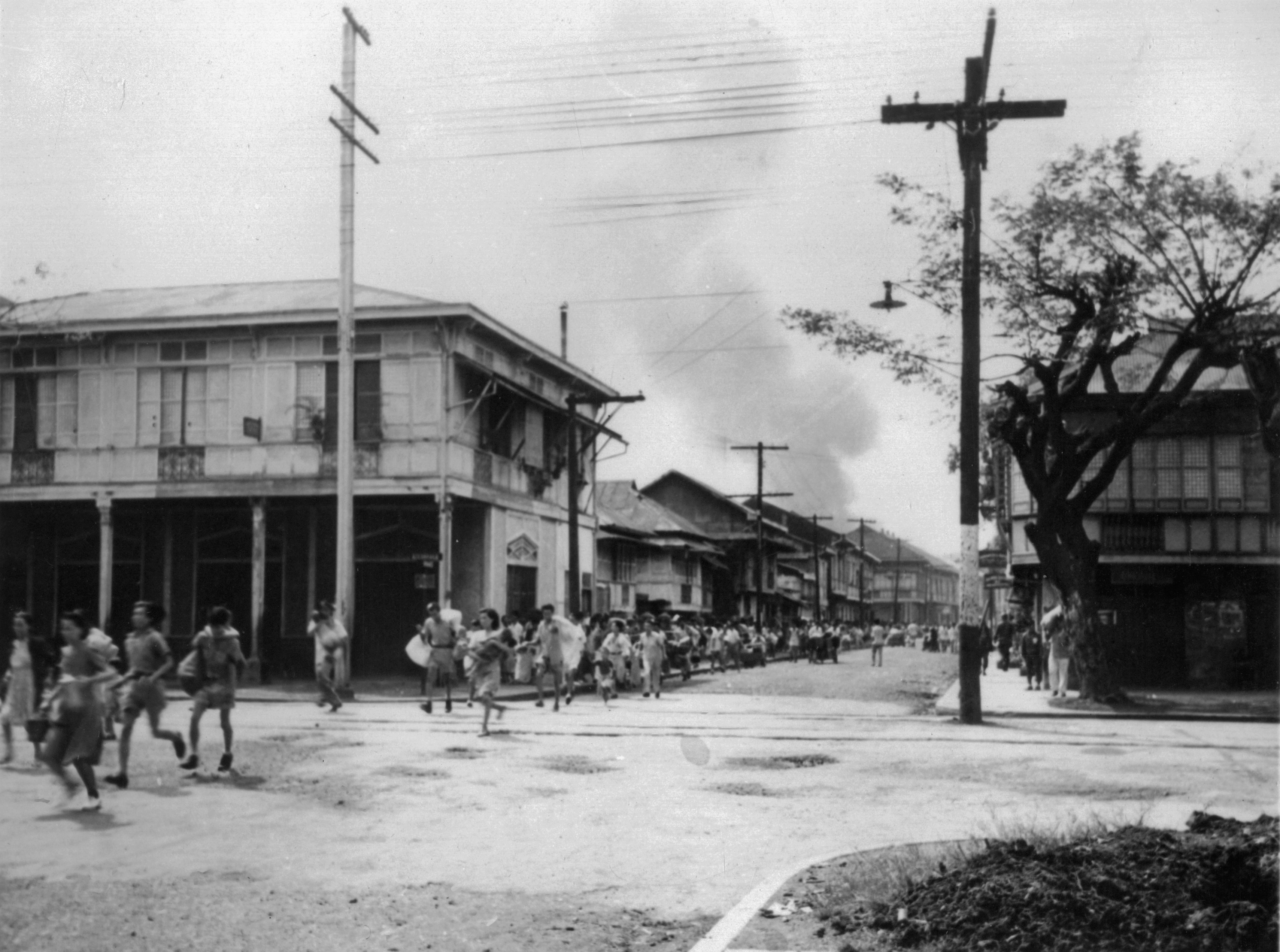
Манильские жители бегут из подожённых японцами кварталов

Ивабути и его офицеры совершили харакири на рассвете 26 февраля. 5-й кавалерийский полк занял сельскохозяйственное здание к 1 марта, а 148-й полк занял здание законодательного собрания 28 февраля и казначейство к 3 марта.

Армейский историк Роберт Р. Смит писал:
Грисуолд и Байтлер не хотели предпринимать попытку штурма силами одной только пехоты. Не получив прямого запрета на использование артиллерии, они спланировали массированную артподготовку, которая должна была продлится с 17 по 23 февраля и включала стрельбу с закрытых позиций на дальностях до 8000 ярдов и прямой наводкой на дальности до 250 ярдов. Предполагалось задействовать вся имеющуюся корпусную и дивизионную артиллерию, начиная с 240-мм гаубиц. (...) Неизвестно, как можно было бы спасти жизни мирных жителей с помощью такого рода подготовки, в отличие от бомбардировки с воздуха. Конечный результат был бы тем же самым: Интрамурос был бы практически разрушен.
С тем, что артиллерия почти разрушила древний город-крепость, ничего нельзя было поделать. Для XIV корпуса и 37-й дивизии на этом этапе битвы за Манилу жизни американцев, по понятным причинам, были гораздо более ценны, нежели исторические достопримечательности. Разрушения были продиктованы решением американцев сберечь жизни в схватке с японскими войсками, решившими пожертвовать своими жизнями как можно дороже.
Прежде чем боевые действия закончились, Макартур созвал временное собрание видных филиппинцев во дворце Малаканьянг и в их присутствии объявил, что Содружество Филиппин будет окончательно восстановлено:
Моя страна оправдала надежду. Ваша столица, как бы жестоко она ни была пострадала, вновь заняла свое законное место – цитадель демократии на Востоке.

## Последствия
В течение оставшейся части месяца американцы и филиппинские партизаны подавляли сопротивление по всему городу. 4 марта, когда Интрамурос был взят под контроль союзников, Манила была официально освобождена, хотя и полностью разрушена, а большие районы были сравнены с землёй американскими бомбардировками. В результате сражения 1010 американских солдат были убиты и 5565 ранены. По оценкам, от 100 000 до 240 000 филиппинских гражданских лиц были убиты как преднамеренно японцами во время резни в Маниле, так и в результате артиллерийских и воздушных бомбардировок американскими и японскими войсками. Только в Интрамуросе насчитывалось 16 665 погибших японцев.

### Разрушение города
Битва за Манилу была первым и самым ожесточённым городским сражением за всю Тихоокеанскую кампанию. Немногие сражения в последние месяцы Второй мировой войны превзошли разрушения и жестокость массовых убийств и боевых действий в Маниле. В деловом районе Манилы не пострадали только два здания, но и у этих двух была разграблена сантехника.
Мост Джонса в Маниле
Стальной флагшток, испещрённый многочисленными попаданиями пуль и осколков, все ещё стоит сегодня у входа в старое здание посольства США в Эрмите как свидетельство ожесточённых боев за город-крепость. В этой категории Манила уступает лишь Сталинграду как городу с самыми жестокими городскими боями во время войны.
Здание Законодательного собрания в Маниле
Филиппинцы потеряли незаменимое культурное и историческое наследие в результате кровавой бойни и разрушений в Маниле, которые сегодня упоминаются как национальная трагедия. Бесчисленные правительственные здания, университеты и колледжи, монастыри и церкви, а также сопутствующие им монументы, относящиеся к основанию города, были разрушены. Культурное наследие (включая искусство, литературу и особенно архитектуру) первого по-настоящему международного центра слияния испанской, американской и азиатской культур – было уничтожено. Манила, когда-то считавшаяся «Жемчужиной Востока» и прославившаяся как живой памятник встречи азиатской и европейской культур, была практически стёрта с лица земли.
Большинство зданий, повреждённых во время войны, были снесены после Освобождения в рамках восстановления Манилы, заменив архитектуру в европейском стиле, испанской и ранней американской эры, современной архитектурой в американском стиле. Только несколько старых зданий остались нетронутыми по сей день.

## Память

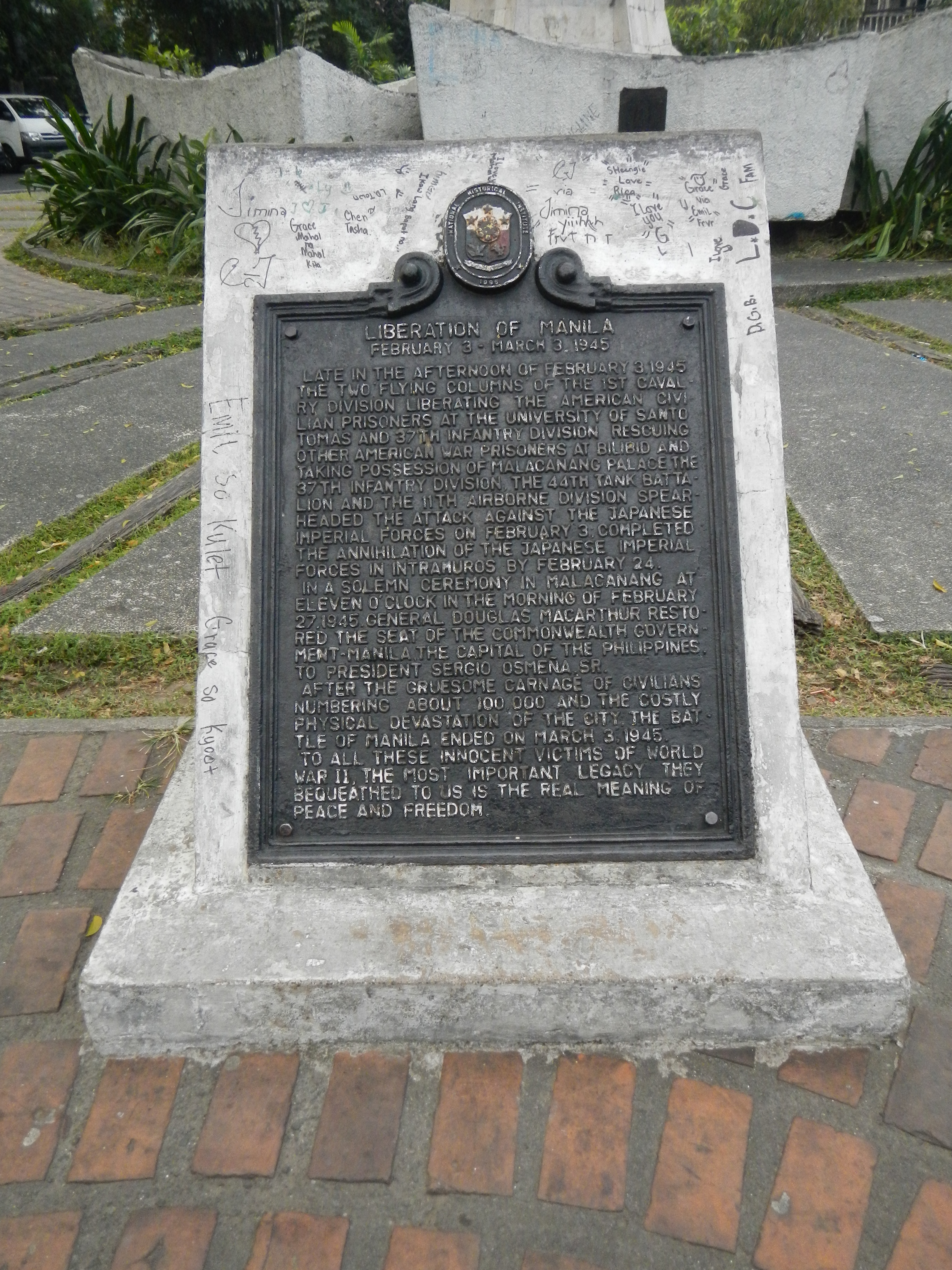
Памятник Манильской битве во дворце Малаканьянг

18 февраля 1995 года фонд «Memorare-Manila 1945 Foundation» года посвятил мемориал под названием "Святыня свободы" памяти более чем 100,000 гражданских лиц, ставших жертвами этой битвы. Мемориал расположен на площади Санта-Исабель в Интрамуросе. Надпись на нем, принадлежащая филиппинскому писателю Ником Хоакином, гласит:
Этот мемориал посвящён всем тем невинным жертвам войны, многие из которых ушли безымянными и неизвестными в общую могилу или даже вообще никогда не знали могилы, их тела были сожжены огнём или превращены в пыль под обломками руин.
Пусть этот памятник станет надгробием для каждого из более чем 100 000 мужчин, женщин, детей и младенцев, погибших в Маниле во время освободительной битвы 3 февраля – 3 марта 1945 года. Мы их не забыли и никогда не забудем.

Пусть они покоятся с миром как часть священной земли этого города...